# Coronis scolopendra
Coronis scolopendra är en kräftdjursart som beskrevs av Pierre André Latreille 1828. Coronis scolopendra ingår i släktet Coronis och familjen Nannosquillidae. Inga underarter finns listade i Catalogue of Life.